# حوكم (إله)

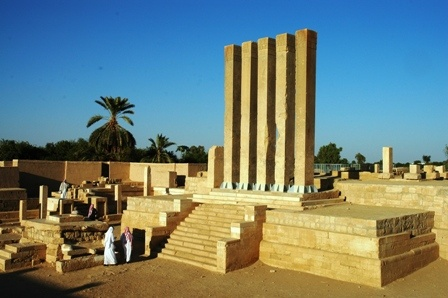
معبد بران

حَوْكَم (بخط المسند: 𐩢𐩥𐩫𐩣) هو إله مدينة مَرْيَمَة في وادي حَريب، ضمن أراضي مملكة قتَبان في جنوب الجزيرة العربية في اليمن، ويذكر عادة إلى جانب الإله أنباي. واسم حوكم يعني "كثير الحكمة، حكيم، الحاكم"، وكانت عبادته في معبد "شَـبْعان" الواقع في الجهة الغربية من المدينة. وقد استمرت عبادته حتى نهاية القرن الثاني الميلادي أو بعده بقليل.